# Polhawn Fort

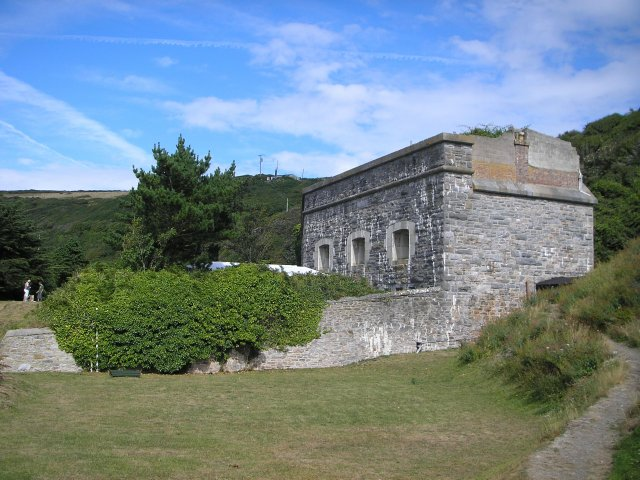
Polhawn Fort

Polhawn Fort ist eine ehemalige Küstenbefestigung in der Grafschaft Cornwall in Großbritannien. Das als Kulturdenkmal der Kategorie Grade II* geschützte ehemalige Fort liegt am Queener Point an der Südostspitze der Halbinsel Rame am östlichen Ende der Whitsand Bay, 500 m westlich des Weilers Rame und 500 m nördlich der Landspitze Rame Head. Das Fort wurde nie in Kampfhandlungen verwickelt.

## Geschichte
Das Fort wurde als Polhawn Battery auf Grund der Empfehlungen der Royal Commission on the Defence of the United Kingdom als Teil des neuen Fortgürtels um Plymouth von 1861 bis 1865 zum Schutz des Hafens von Plymouth und der Marinebasis Devonport errichtet. Der Entwurf stammt von dem britischen Offizier Edmund Du Cane. Das Fort war als einzelne Geschützstellung geplant, um gegnerische Landungen in der Whitsand Bay abzuwehren. Mit dem weiter westlich gelegenen Tregantle Fort wurde es durch eine Straße, der heutigen Military Road verbunden. Die ursprüngliche Bewaffnung bestand aus 7 68-Pfündern. Wegen der befürchteten Bedrohung durch die neuen französischen Panzerschiffe wie die La Gloire wurde bereits 1869 eine Modernisierung und eine Bestückung mit stärkeren Küstengeschützen vorgeschlagen, doch es dauerte bis 1885, ehe die veralteten Kanonen gegen 7 64-Pfünder-RML-Geschütze ausgetauscht wurden. Diese Vorderlader veralteten jedoch ebenfalls rasch und wurden 1898 wieder demontiert. Danach wurde die Befestigung nicht weiter mit modernen Geschützen bestückt, sondern diente im Ersten Weltkrieg als Unterkunft für die Geschützbedienungen der nahen Whitesand Bay Battery sowie als Arrestzelle. 1927 wurde die Befestigung verkauft und in den 1930er Jahren als Hotel und Café genutzt. Seit dieser Zeit wird es Polhawn Fort genannt. Während des Zweiten Weltkriegs wurde die Anlage zu Wohnungen umgebaut. Seit 1988 dient das ehemalige Fort als exklusives Gästehaus, das vor allem für die Ausrichtung von Hochzeitsfeiern gemietet werden kann.

## Anlage
Das Fort wurde an einem steilen, mit Sträuchern bewachsenen Hang errichtet. Die Anlage besteht aus einer zweigeschossigen, aus Kalkstein erbauten und mit Granit verkleideten Kasematte, deren inneren Mauern aus Ziegeln errichtet sind. Zur Landseite ist das Fort durch einen Graben und einem kleinen Ravelin geschützt, der Zugang erfolgt über eine Zugbrücke. Das Innere wurde seit 1865 nur wenig verändert, das Obergeschoss diente als Geschützbatterie, das Untergeschoss als Magazin und Unterkünfte.